# Wolffiella gladiata
Wolffiella gladiata là một loài thực vật có hoa trong họ Ráy (Araceae). Loài này được (Hegelm.) Hegelm. miêu tả khoa học đầu tiên năm 1895.